# Jovem Pan FM Barra do Garças
Jovem Pan FM Barra do Garças é uma emissora de rádio brasileira sediada em Barra do Garças, município do estado do Mato Grosso. Opera no dial FM, na frequência 91,1 MHz, e é afiliada à Jovem Pan FM. A emissora tem sua origem na Rádio Difusora AM, uma migrante do dial AM que operou na frequência 720 kHz entre 1985 e 2019, pertencente ao grupo Agora de Comunicação.

## História
A região do Vale do Araguaia progredia e com isso havia a necessidade de investimentos no ramo da comunicação. Em 1978, foi fundada Aruanã, a primeira emissora de rádio de Barra do Garças. Alguns anos depois, em 1983, os empresários João Bosco de Aquino e Antônio Abreu se juntaram e decidiram criar a segunda emissora na cidade, a Rádio Difusora.
A emissora estreou oficialmente em 4 de novembro de 2019, às 12 horas, durante o programa Pânico. A região ganhou então a primeira emissora em formato voltado ao público jovem, já que a maioria de suas concorrentes locais têm formato Popular Sertanejo.